# Sezemice (okres Mladá Boleslav)
Obec Sezemice (německy Sezemitz) se nachází v okrese Mladá Boleslav, kraj Středočeský. Rozkládá se asi devět kilometrů severně od města Mnichovo Hradiště a žije zde 135 obyvatel. Skládá se ze dvou částí: vlastních Sezemic a části osady Jirsko, jejíž druhá část patří k obci Svijanský Újezd.

## Historie
První písemná zmínka o obci pochází z roku 1115. Obec a celý újezd Sezemský (někdy označován po donátorovi knížeti Vladislavu I. jako Vladislavský) byla tohoto roku darována kladrubskému klášteru, později roku 1237 byl za opata Reinera újezd vyměněn a obdržel jej Havel, syn Markvartův. Markvartici založili ve Světlé, později přejmenované na Dub (Český Dub), komendu sv. Jana, které byl újezd darován. Za husitských válek byla komenda stejně jako cisterciácký klášter v Klášteře Hradišti (dříve jen Hradiště) včetně archivů zničena.
V držení újezdu se vystřídalo několik pánů, po Janu z Ralska a Vartenberka jako odpůrci husitů přešlo na Jana Smiřického, dále Jana Čečka a následně Jiřího z Dubé a po něm na Mikuláše Berku z Dubé. Obec tak jako okolní vypálili 1468 Lužičané. Panství dále převzal Linhart z Gutštejna, po něm Jan ze Šelmberka a dále Jan z Vartenberka. Ten přikoupil Malou Skálu a Frýdštejn, kam připojil i Sezemice. Jeho syn Adam založil panství Svijany, kam připadly Sezemice s okolními vesnicemi. Panství obdržel syn Jaroslav, po jeho smrti se vdova provdala za Jáchyma Šlika. Po Bílé Hoře bylo panství zkonfiskováno a prodáno 1622 Albrechtu z Valdštejna. Po jeho zavraždění obdržel panství svijanské Maxmilián z Valdštejna. Valdštejnové pak panství v roce 1814 prodali Rohanům, kteří je spolu se Sychrovem vlastnili až do roku 1945.
První zmínka o škole je z roku 1769, kdy končil učitel Josef Jísl. Sbor dobrovolných hasičů byl založen v roce 1885. První jména majitelů gruntů jsou dochována (podle názvů gruntů a pozdějších popisných čísel) již z roku 1584. Osada Jirsko „sezemický díl“ náležející k loukovecké faře byla k obci připojena až při tvorbě katastrů, kdy se na základě Josefínského katastru stanovovaly „katastrální obce“. Tak se stala součástí katastru sezemického.
Obec spolu se Spolkem Sezemice MB vydala k 900. výročí první písemné zprávy knihu SEZEMICE MCXV-MMXV, příběh pojizerské vesnice. Kniha byla vydána za spolupráce muzeí v Mladé Boleslavi, Mnichově Hradišti, Turnově, Českém Dubu, Národního archivu v Praze, Biskupství litoměřického, Státního oblastního archivu v Litoměřicích, Státního okresního archivu v Mladé Boleslavi, Zeměměřického úřadu v Praze, Střední uměleckoprůmyslové a Vyšší odborné školy v Turnově, obecního úřadu Sezemice, Spolku Sezemice MB, ZD Sever v Loukovci a práce pracovníků uvedených institucí a řady dalších.

### Územněsprávní začlenění
Dějiny územněsprávního začleňování zahrnují období od roku 1850 do současnosti. V chronologickém přehledu je uvedena územně administrativní příslušnost obce v roce, kdy ke změně došlo:
- 1850 země česká, kraj Jičín, politický okres Mladá Boleslav, soudní okres Mnichovo Hradiště;[5]
- 1855 země česká, kraj Mladá Boleslav, soudní okres Mnichovo Hradiště;[5]
- 1868 země česká, politický i soudní okres Mnichovo Hradiště;[5]
- 1939 země česká, Oberlandrat Jičín, politický i soudní okres Mnichovo Hradiště;[6]
- 1942 země česká, Oberlandrat Praha, politický okres Mladá Boleslav, soudní okres Mnichovo Hradiště;[7]
- 1945 země česká, správní i soudní okres Mnichovo Hradiště;[8]
- 1949 Liberecký kraj, okres Mnichovo Hradiště;[9]
- 1960 Středočeský kraj, okres Mladá Boleslav.[10]

### Rok 1932
Ve vsi Sezemice (přísl. Jirsko, 300 obyvatel) byly v roce 1932 evidovány tyto živnosti a obchody: hospodářské strojní družstvo, hostinec, kolář, kovář, krejčí, obuvník, sedlář, 2 obchody se smíšeným zbožím, spořitelní a záložní spolek pro Sezemice, trafika, truhlář aj.

## Pamětihodnosti

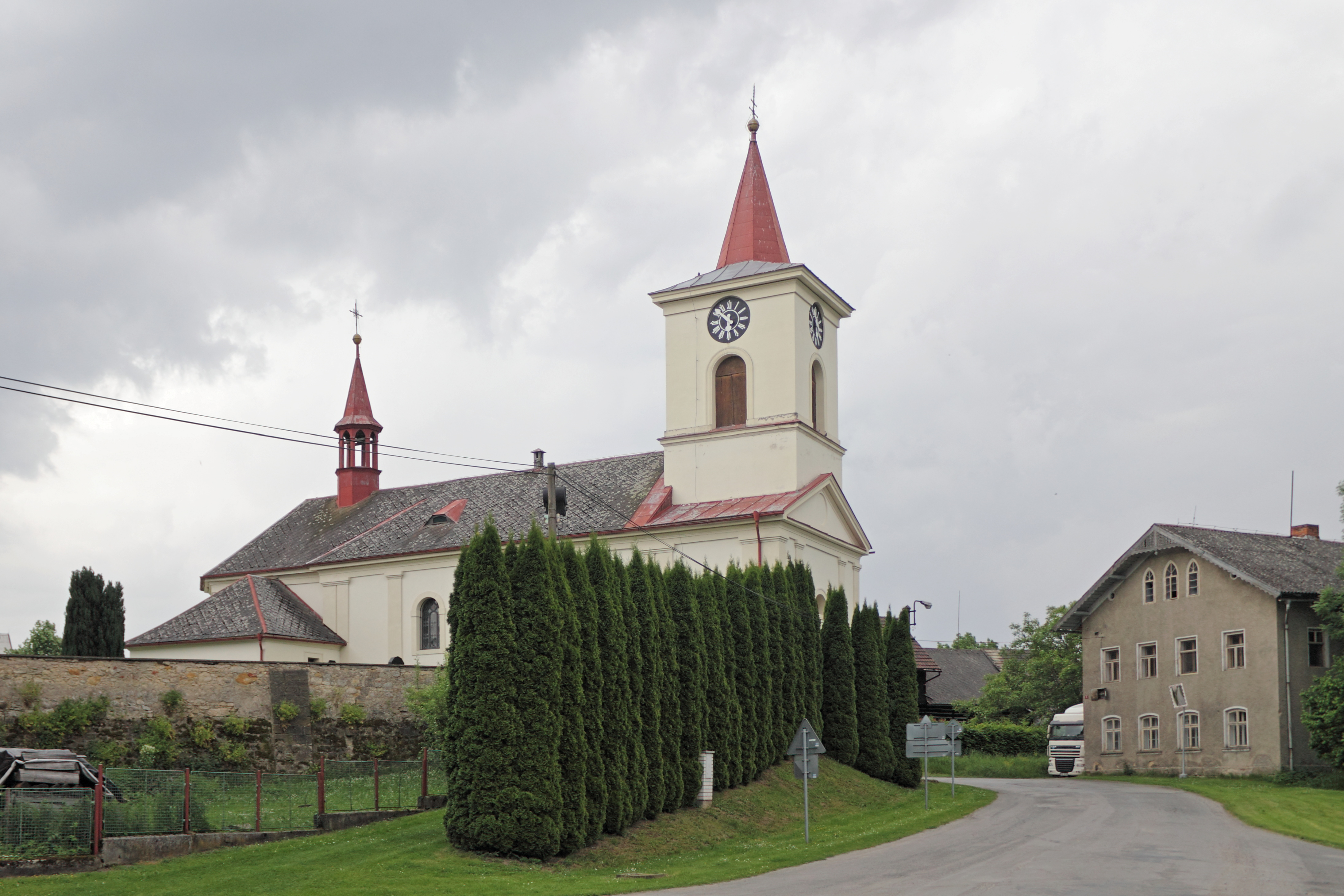
Kostel svatého Bartoloměje

- Kostel svatého Bartoloměje – první písemná zpráva je z roku 1359, kdy se uvádí první farář, jméno není uvedeno. Až do husitských válek byl kostel farním, později byly farnosti rozvráceny a až od 17. století náležel k faře loukovské.
- Socha svatého Gotharda
- Socha svatého Jana Nepomuckého na návsi – stylobat zdobený volutami a kartušemi, na bocích s reliéfy Panny Marie s Ježíškem, sv. Floriána a sv. Josefa, na spodním kameni nápis: K czti Božj a Sw. Jana Nepomuckeho gest Socha tato Nakladem Sausedůw O. Sezemitz wyzdwizena U. 1823 J. M. M.[12]

## Významní rodáci
- Stanislav Libenský (1921–2002), sklářský výtvarník, (viz článek v knize Sezemice příběh pojizerské vesnice)
- Jiří Prádler (1929–1993), sochař a medailér, (viz článek v knize Sezemice příběh pojizerské vesnice).

## Doprava

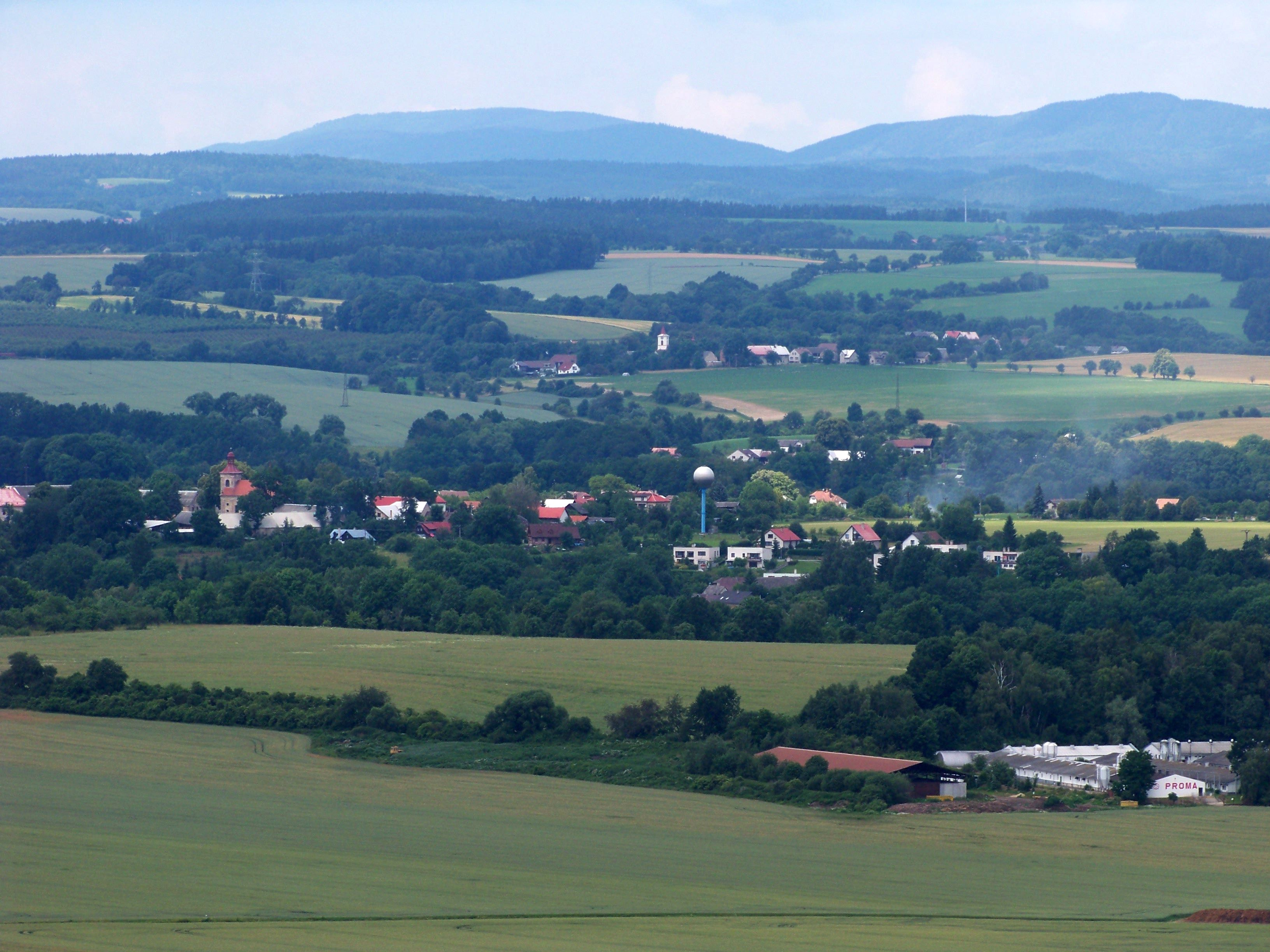
Pohled na Loukovec a Sezemice

- Silniční doprava: Do obce vedou silnice III. třídy z Mnichova Hradiště směr Kobyly - Nechálov a silnice Sezemice - Chocnějovice navazující v Mohelnici n. Jizerou na silnici do Mnichova Hradiště.
- Železniční doprava: Železniční trať ani stanice na území obce nejsou. Nejblíže obci je železniční stanice Loukov u Mnichova Hradiště ve vzdálenosti 6 km ležící na trati 070 v úseku z Mladé Boleslavi do Turnova.
- Autobusová doprava: V obci má zastávku v pracovních dnech okružní autobusová linka Mnichovo Hradiště-Sezemice-Mnichovo Hradiště (dopravce TRANSCENTRUM bus, s.r.o.) a linka Turnov - Sychrov - Sezemice a zpět.(dopravce Bus Line Semily).[13]